# La Balade sauvage
Pour les articles homonymes, voir Badlands.
Pour plus de détails, voir Fiche technique et Distribution.
La Balade sauvage (titre original anglais: Badlands) est un film écrit et réalisé par Terrence Malick, son premier long-métrage. Mettant en scène Sissy Spacek et Martin Sheen, le film sort en 1973.

## Synopsis
Quand Kit Carruthers, 25 ans, et Holly, 15 ans, se rencontrent, elle s’exerce avec son bâton de majorette et lui vient d’envoyer balader son job d’éboueur.
Avant ce garçon qui ressemble à James Dean, la gamine, nouvelle venue dans ce bled endormi du Dakota du Sud, n’avait jamais attiré l’attention de personne. Bientôt, les voilà amoureux, à la grande fureur du père de Holly, qui tue le chien de sa fille pour lui apprendre à mieux choisir ses fréquentations.
Comme il leur interdit de partir ensemble, Kit le tue à son tour.
Lors de leur folle cavale sur les routes, le jeune homme révèle bien vite un caractère sociopathe en laissant de nombreux cadavres derrière lui... jusqu'aux Badlands (titre original du film) du Montana.
Avec un décalage irréel, la voix rêveuse de Holly, celle d’une petite fille qui aurait lu trop de romans à l’eau de rose, retrace en voix off cette histoire d’amour et de mort : « Il voulait mourir avec moi et je rêvais de me perdre pour toujours dans ses bras… »

## Fiche technique
- Titre français : La Balade sauvage
- Titre original : Badlands
- Réalisation : Terrence Malick
- Scénario : Terrence Malick
- Image : Tak Fujimoto
- Costumes : Rosanna Norton
- Montage : Robert Estrin
- Musique : George Aliceson Tipton
- Production : Terrence Malick, Edward R. Pressman
- Société de production : Badlands Company, Jill Jakes Production
- Société de distribution : Warner Bros. Pictures
- Pays d'origine :  États-Unis
- Langue originale : anglais
- Genre : drame, thriller
- Durée : 94 minutes
- Dates de sortie :
  - États-Unis : 13 octobre 1973 (Festival de New York) ; 25 mars 1974 (sortie limitée : New York) ; 29 mars 1974 (sortie limitée : Los Angeles)
  - France : 4 juin 1975
- Interdit aux moins de 12 ans
- Affiche : Jean Mascii (France)

## Distribution
- Martin Sheen (VF : François Leccia) : Kit Carruthers
- Sissy Spacek (VF : Brigitte Morisan) : Holly Sargis
- Warren Oates (VF : Jacques Balutin) : Le père de Holly
- Ramon Bieri (VF : Claude Bertrand) : Cato
- John Carter : M. Scarborough
- Dona Baldwin : La domestique sourde
- Gary Littlejohn : Le shérif
- Alan Vint (VF : Pierre Hatet) : Tom, le shérif adjoint
- Terrence Malick (VF : Albert Augier) : L'homme qui sonne à la porte (non crédité)
- Bryan Montgomery (VF : Dominique Collignon-Maurin) : Jack
- Gail Threlkeld : La petite amie de Jack

## Bande originale
La bande originale du film utilise à de nombreuses reprises la courte composition Gassenhauer extraite du Orff-Schulwerk de Carl Orff. On y retrouve aussi le premier mouvement Manière de commencement de Trois morceaux en forme de poire du compositeur Erik Satie.
La musique du film inspira largement une partie de la bande originale, composée par Hans Zimmer, du film True Romance réalisé par Tony Scott sur un scénario de Quentin Tarantino.

## Production
La courte apparition de Malick, d'habitude très discret, est imprévue : il devait remplacer un acteur dans l'urgence.

## Autour du film
- Le scénario est inspiré d'une histoire vraie : en 1958, deux amants du Midwest effectuèrent une « balade sauvage » qui coûta la vie à onze personnes. Le jeune homme, Charles Starkweather, finit sur la chaise électrique, et sa compagne, Caril Ann Fugate, fut condamnée à la réclusion criminelle à perpétuité.
- Le jeune tueur en série dont s'est inspiré Malick pour écrire son scénario, Charles Starkweather, se prenait pour James Dean. Les références à cet acteur dans le film sont nombreuses et flagrantes, notamment avec certaines positions « christiques » de Martin Sheen empruntés au film Géant.